# Pary (powieść)
Pary – powieść amerykańskiego pisarza Johna Updike’a z 1968, której akcja dzieje się w fikcyjnym, prowincjonalnym mieście Tarbox w Massachusetts, w pierwszej połowie lat 60. Autor opisuje skomplikowane relacje dziesięciu zaprzyjaźnionych ze sobą par. Książka stała się kontrowersyjna przez naturalistyczne i jednocześnie liryczne opisy pozamałżeńskiego seksu bohaterów.
Powieść dokumentuje przewrót obyczajowy, pokazuje miłości i zdrady bohaterów, prowokuje i obnaża prawdę o życiu seksualnym współczesnych mu Amerykanów. Updike portretuje klasę średnią w czasach prosperity, rewolucji seksualnej i pierwszych tabletek antykoncepcyjnych, które stają się dla bohaterów powieści pigułkowym rajem.
Żony nie pracują, a samodzielność zdobywają dopiero poprzez rozwód. W z pozoru przykładnych małżeństwach każde z partnerów zdradza swojego męża lub żonę.
Zdrada goni zdradę. Wygodne kłamstwa wznoszące się jak rusztowanie.

## Postacie
- Piet i Angela Hanema (dzieci: Ruth i Nancy) – on prowadzi firmę budowlaną
- Roger i Bea Guerin
- Frankie i Janet Appleby (dzieci: Franklin Jr. and Catharine) – on pracuje w banku
- Harold i Marcia Smith / "mali Smithowie" (dzieci: Jonathan, Julia, Hennetta) – on jest maklerem
- Freddy i Georgene Thornowie (dzieci: Whitney, Martha, Judy) – on jest dentystą
- Matt i Terry Gallagherowie (dziecko: Tommy) – on jest wspólnikiem biznesowym Pieta
- Eddie i Carol Constantine (dzieci: Kevin, Laura, Patrice) – on jest pilotem lotniczym
- Ben i Irene Saltz (dzieci: Laura, Bernard, Jeremiah) – on pracuje dla rządu, później zostaje zwolniony
- John i Bernadette Ongowie – on jest fizykiem nuklearnym
- Ken i "Foxy" (Elizabeth Fox) Whitman – on jest naukowcem